# مهاد سفلي
المهاد السفلي أو المهاد التحتاني أو أمام المهاد هو جزء من الدماغ البيني. التركيب الأبرز فيه هو نواة أسفل المهاد. يتصل المهاد السفلي بالكرة الشاحبة وهي نواة قاعدية للدماغ الانتهائي.

## روابط خارجية
- http://isc.temple.edu/neuroanatomy/lab/atlas/pdhn/